# 萨利 (艾奥瓦州)
薩利（英語：Sully）是一個位於美國愛荷華州傑斯帕縣的城市。

## 地理
薩利的座標為41°34′43″N 92°50′44″W / 41.57861°N 92.84556°W，而該地的平均海拔高度為280米（即919英尺）。

## 人口
根據2010年美國人口普查的數據，薩利的面積為1.50平方千米，當中陸地面積為1.50平方千米，而水域面積為0.00平方千米。當地共有人口821人，而人口密度為每平方千米547人。